# Maison de Kybourg
La maison de Kybourg (ou Kiburg) est une dynastie comtale du Nord de la Suisse régnant du début du XIIe au milieu du XIIIe siècle dont le siège est le château de Kybourg.
Elle fait partie des grandes familles qui ont façonné le destin de la Suisse au Moyen Âge avec les Habsbourg, les Savoie et les Zähringen notamment.

## Histoire
Issue des comtes de Dillingen, la famille Kybourg prit pour nom l'actuel village de Kybourg, près de Winterthour, avec le château familial. Après la mort de Hartmann V en 1263, les possessions des comtes furent revendiquées par Rodolphe de Habsbourg et tombèrent entre les mains de cette puissante maison. Une autre lignée liée aux Habsbourg apparut alors jusqu'au XIVe siècle sous le nom de maison de Kybourg-Berthoud, également connue sous le nom de Neu-Kyburg en allemand.

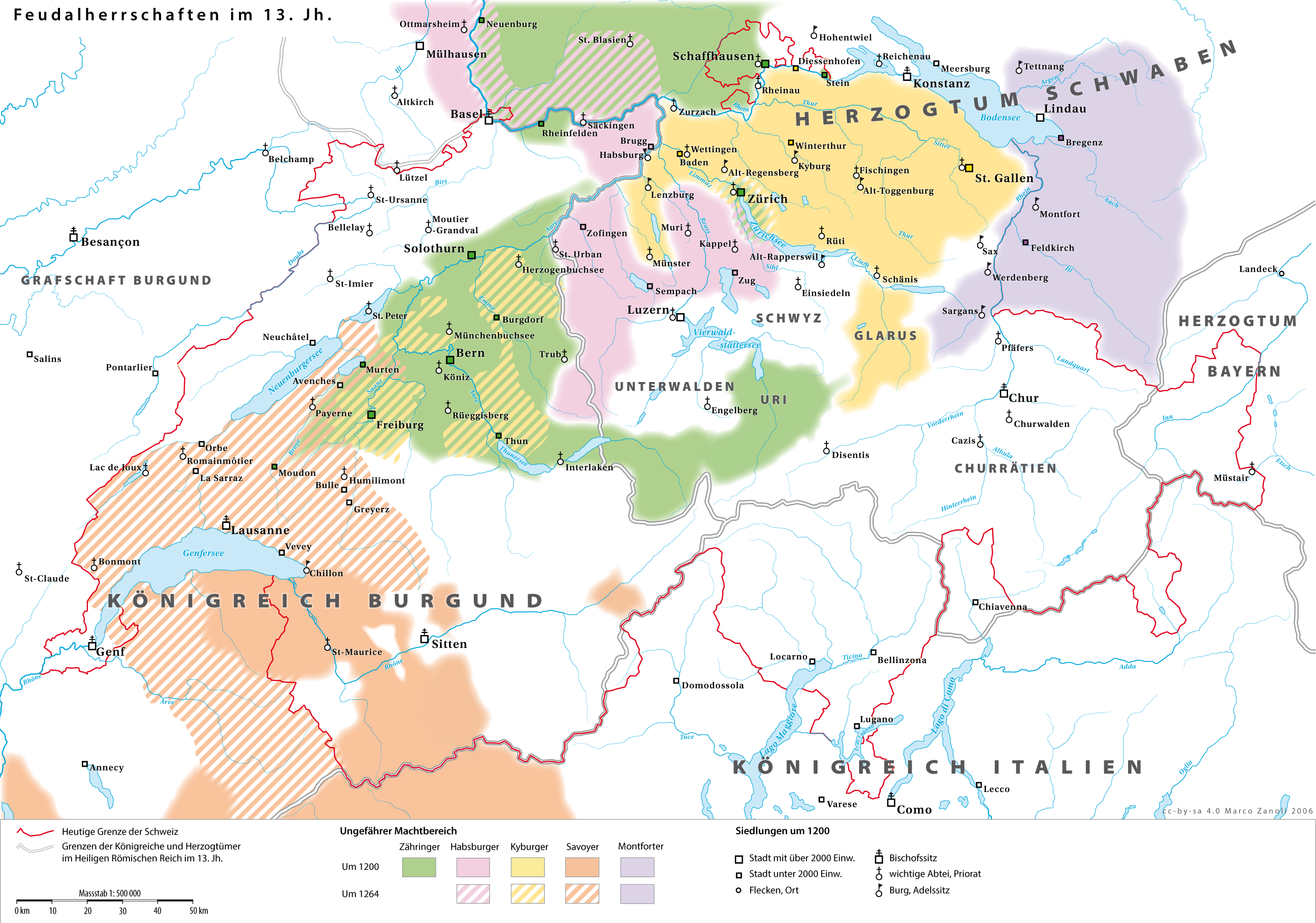
Possession de la maison de Kybourg (en orange) vers 1200.